# 튀니지 국민 4자 대화 기구

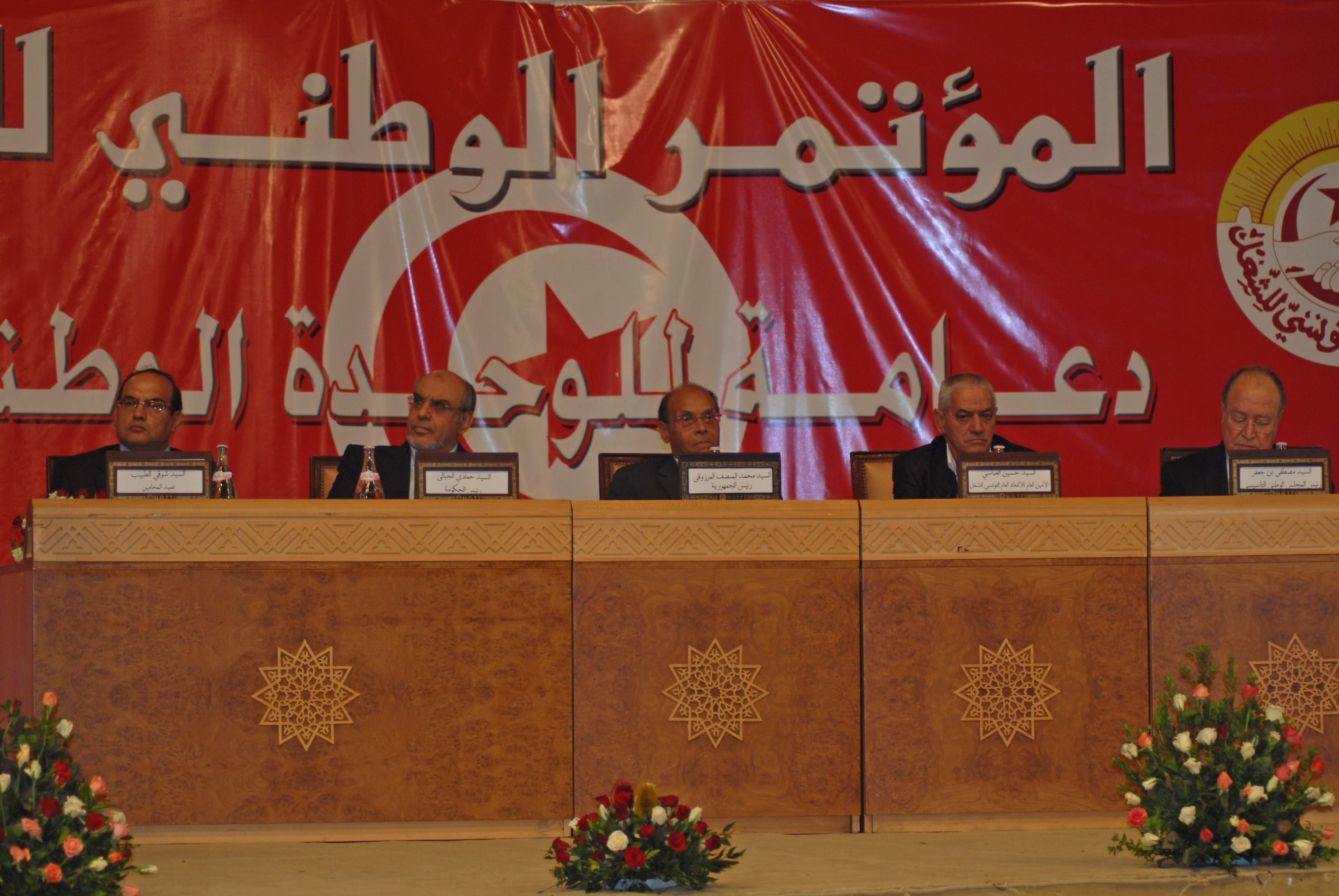
2012년 10월에 열린 튀니지 국민 4자 대화 기구 회의

튀니지 국민 4자 대화 기구(아랍어: رباعية الحوار الوطنى التونسى rubāʿiyyat al-ḥiwār al-waṭanī at-tūnisī[*])는 튀니지의 4개의 시민 단체가 중심이 되어 다원적 민주주의 구축을 시행하기 위해 결성된 단체이다.

## 설립
2011년 튀니지 혁명의 여파로 2013년 튀니지 4자 대화 기구가 설립되었다.

## 노벨 평화상 수상
2015년 10월 9일 노벨 평화상을 수상하였다. 노르웨이 노벨 위원회는 선정 이유로 "2011년 튀니지 혁명 이후부터 튀니지의 다원적 민주주의 구축에 결정적인 기여"를 들었다.

## 구성 단체
- 튀니지 노동조합 총연맹(UGTT,Union Générale Tunisienne du Travail)
- 튀니지 산업·무역·수공업 협회(UTICA,Union Tunisienne de l’Industrie, du Commerce et de l’Artisanat)
- 튀니지 인권 연맹(LTDH, La Ligue Tunisienne pour la Défense des Droits de l’Homme)
- 튀니지 변호사회(Ordre National des Avocats de Tunisie).